# 飯塚昌明
飯塚 昌明（いいづか まさあき、1967年2月22日 - ）は、日本の音楽家、作曲家、編曲家。HIGHWAY STAR所属。新潟県十日町市出身。既婚者。新潟県立十日町高等学校、ミューズ音楽院卒業。

## 概要

### 人物
ユニット「GRANRODEO」「雷蔵」「esq」「ウクレレカフェカルテット」、バンド「F.E.N.」「BASXI」「六三四Musashi」「BLOODY RUBY」などに属するメンバー。また長年つのだ☆ひろのサポートを務めており、バックバンドでギターを担当。
従兄の影響で実兄とともに小学校中学年の頃からギターを弾き始める。高学年の時にHR/HMバンド「KISS」と出会い、以来ギタリストへの道を歩み始める。本人曰く「大きくなったらKISSの人になりたい」と本気で思った。
専門学校卒業後にスタジオ・ミュージシャンを志し21歳で矢島賢のアシスタントのオファーを受け、その後オーディションを経てあがた森魚のバックバンドを務めキーボードメンバーの勧めで作曲を開始。
基本的に嫌いなギタリストはおらず、様々なジャンルのギタリストの演奏を幅広く聴いている。影響を受けたギタリストはエース・フレーリー、ランディ・ローズ、リッチー・ブラックモア、ゲイリー・ムーア、マイケル・シェンカー、ジョン・サイクス、イングヴェイ・マルムスティーン、高崎晃など。特にランディ・ローズは「見た目も音も大好きだった」（本人談）らしい。
アマチュア時代は作曲・編曲を殆んどしたことがない。初めて本格的に作曲をしたのはプロになってから、知り合いに勧められアニメソングのコンペに出品した後その曲が「3×3 EYES」の主題歌となった。
木目のギター(ESP HORIZON-II CLASSIC)を長く愛用しており、かつてはPV・ライブ・イベントなどでよく使用していた。
ギターの他に楽曲製作のためベースやドラム、キーボード、ウクレレなどを演奏することもある。キーボードは主にデスクトップミュージックで打ち込み作業の際片手で弾く、またはテンポを下げてゆっくりと弾く程度の腕であったが、GRANRODEO(後述)の初の日本武道館公演では初めて人前でピアノによる生演奏を披露した。
アンプの音にとても敏感で、レコーディングやリハーサルの際にも常に気にしており、また楽器屋に赴き様々な機種を試奏している。近年ライブDVDや雑誌のレポートなどでメディアに載ることも多くなってからは、音だけに留まらずステージ上の見た目（台数など）にも目を向けるようになった。
ミューズ音楽院で講師を務めていた当時の教え子に、音楽制作集団「Elements Garden」の代表上松範康がいる。
栗林みな実とのコラボレーションは、栗林のデビュー当時から好評を博しており、現在も楽曲の編曲、レコーディングへの参加やライブサポートを務めている。
2005年9月、谷山紀章と音楽ユニット「GRANRODEO（グランロデオ）」を結成。2008年よりESPとエンドースメント契約し、ライブ使用機材の提供を受けている。ただしそれ以前より同社の機材モニターをしていた。
2010年にESPにて自身初のシグネチャーモデルギター「RODEOholic」と、e-ZUKAモデルピック「PA-GRe10」が販売開始。以後6機種のシグネチャーモデルを製作されている。
2011年度よりMI JAPAN・GIT(ギター科)のスペシャルアドバイザーに就任。その後、同校とヤングギター誌の共催で行われるギターオーディション「GITマスターズ」において、「GITマスターズ2012」「GITマスターズ2013」では審査委員長を、「GITマスターズ2014」ではスーパーバイザーを務める。
2011年5月、公式サイトで結婚したことを発表した。同年7月30日に南魚沼市民文化会館で開催予定だったGRANRODEOの公演が、平成23年7月新潟・福島豪雨のため延期。同年9月19日に同会館にて振替公演が行われた際、自身の出演料を全額十日町市に義援金として寄付。
2024年4月24日、
GRANRODEOデビュー20周年記念プロジェクト「Road to G20th」の第1弾として、e-ZUKA from GRANRODEO名義のソロアルバム『LET‘S GET STARTED』を発売した。

## 使用ギター

### ESP（シグネチャーモデル）
- RODEOholic[10]
2010年に製作された飯塚初のオリジナル・シグネチャーモデル。
HORIZON-II CLASSICをベースにした仕様だが、ボディの形状は現販のIIIシリーズに近い（本人的には「ファイヤーバード」のイメージらしい）。ボディはスワンプアッシュトップ＆マホガニーバック。塗装は木目を活かしたBurnerフィニッシュ。ヘッドは幾分デコラティブな形状で、同社のロゴと共に「GRANRODEO」のロゴが入っている。ネックはマホガニー、指板にエボニーのミディアムスケール。ペグは下記のHORIZONと同様の仕様。主にレギュラーチューニングで使用されている。ピックアップはフロント・リアともにセイモア・ダンカン製のハムバッカーを搭載。フロントにシングルサイズを使用したのは、常々HORIZONに対し「どちらもフルサイズは見た目のバランス的にどうだろう」と感じていたため。
同社ブランドのEDWARDSよりコストパフォーマンスモデル、「EDWARDS E-eZ-160」としても発売されている。
- RODEOholic -FLAME ROSE BROWN-[10]
RODEOholic制作から半年後に作られたカラーバリエーションモデル。
オリジナルとの大きな違いはハイフレット（15～24フレット）に施されたハーフスキャロップ加工。またボディの塗装は同社初のシースルーブラウンカラーを採用。主にダウンチューニングで使用されている。
同社ブランドのGrassRootsより「GrassRoots G-eZ-86」として発売されている。
現在GRANRODEOのイベントやレコーディング、また他アーティストのサポートでも上記2本がメインで使用されている。
- 7th SUPER NOVA[10]
RODEOholicシリーズに続き製作されたオリジナルモデル。
本人の好むフライングVタイプを元にしつつボディは多少小型化され、さらにV字型の部分は上が長く、下が短いアシンメトリーになっている。コンセプトは「カッコイイ左右非対称V」。フライングVには珍しい7弦仕様で、2011年5月のGRANRODEOツアーからULTRATONEに変わり使用されている。
ボディスペックはRODEOholicシリーズをベースにしつつ、大きな違いとしてマホガニーネックではなく、メープルによるスーパーロングスケールの採用である。これはピッチの安定・低音弦の適度なテンションの確保など7弦ギター独特の課題点を回避するためであると考えられる。ヘッドも今までのシェイプではなく、同社製品のForestモデルのものを使用している点も特徴である。塗装はブラックの上にブルーを重ねたシースルーブルーカラーで、見る角度によって色合いが変わる。フロントのピックアップはセイモア・ダンカンの市販化されていない特注品が搭載されている。インレイにLEDが仕込まれており、暗がりでの演奏の際はボディサイド上部のトグルスイッチで青く点灯する。
名称はGRANRODEOの曲「SUPERNOVA」から。同曲のPVでも（LED未搭載のプロトタイプ）使用されている。ただし本来6弦曲のため、イベントでは使用していない。PVで用いた理由は本人曰く「見栄え的に良いと思ったから」。
同社ブランドのEDWARDSより「EDWARDS E-eZ-180-7SN」として発売されている。
- その他
2011年10月10日に行われたGRANRODEOの日本武道館公演にて、RODEOholicシリーズの仕様違いとして2種（蛍光グリーンのボディにGRのロゴプリント／表全面にスワロフスキーをデコレートした白ボディ＋ヘッド先にレーザーライト・ビーム搭載）が披露された(未発売)。
- RODEOholic -Metamorphosis-[10]
2012年6月30日に行われたGRANRODEOの日比谷野外大音楽堂公園にて初公開となった、「RODEOhoric」のバリエーションモデル。カラーは「アンバースィート」。「RODEOhoric」という名前だが、「RODEOhoric」、「RODEOholic -FLAME ROSE BROWN-」とは、ピックアップの組み合わせ以外は大きく異なる。
  - ヘッドの形状が「3＋3」から「6インワン」タイプに変更。
  - ボディートップが、「アッシュ」から「キルテッドメイプル」に変更。
  - ネックジョイントがボルトオンに変更。
  - ブリッジがトレモロアーム。
  - 指版はメイプルを採用。
- CRACK STAR SPLASH[10]
同じく日比谷野外大音楽堂公園にて初公開。ボディーシェイプは「RODEOhoric」と同じ。色は「スプラッシュブルー」と呼ばれる青色。「RODEOholic -Metamorphosis-」と同じく、「6インワン」タイプのヘッド形状で、ブリッジにはトレモロアームを搭載している。「RODEOhoric」と名づけられた3台と違い、こちらはセンターピックアップが付いた「HSHレイアウト」になっている。また、ネックスケールがミディアムスケールではなく、ロングスケールになっている。指版はローズウッド。
- RODEOholic eZ burst[10]
RODEOholicのカラーバリエーションモデル。仕様はオリジナルと同様。最新モデルという事もあり、2014年はPVやライブ等でもこのモデルが使用される機会は多かった。
- RODEO DECADE
- 7th SUPER NOVA -BIG SUN RED-[10]
- 7th SUPER NOVA -Pierrot Green-[10]
- SNAPPER e-ZUKA Custom “ZUKAPPER”[11]
- SNAPPER-7 e-ZUKA Custom “ZUKAPPER-7”[12]
- RODEO Phoenix[13]

### ESP（カスタムモデル・その他）
- HORIZON-II CLASSIC 2nd Version
木目を活かしたナチュラルフィニッシュのギター。長い間レコーディング及びライブのメイン機材として使用しており、トークショーやセミナーなどのイベントでも使用されることが多かった（現在ではバックアップ・ギターとして使用されている）。主にレギュラーチューニングでの演奏に使われるが、2006年ごろまでは初出しの楽曲を披露する際にはその都度、楽曲に合わせた調律をして使用されていた（まれにカポタストを付けることもある）。
ペグは1～5弦が「Trim-Lock」、6弦のみ「The "D" Thing」（共にSperzel社製）を使用。
なお同社サイト内e-ZUKAアーティストギャラリーでは「ESP HORIZON e-ZUKA CTM」と呼称されている。これは現在生産終了になっているHORIZON-II CLASSICを「e-ZUKAカスタムモデル」として完全受注再版（ただし一部仕様が変更されている）し始めたための変更のようである。
- FOREST-G
2008年に提供され、主にダウンチューニングで使用しているギター。こちらも楽曲によってはチューニングを変えることがある。当初ピックアップはEMG製のものだったが、HORIZONとの兼ね合いや今後の楽曲のため、音色のバランスを考えてセイモア・ダンカン製のものに交換された。ペグもHORIZONと同様。
- EDWARDS E-LP-130LTS/RE
2008年に提供されたレスポールタイプのギター。ダウンチューニングのみで使用。現在はペグをグローバータイプのものに交換している。
- ULTRATONE-SL7
2009年に提供された7弦ギター。GRANRODEOの「露出男（ロデオ）祭り〜漢心はぐらんぐらん〜」（2009年11月に行われた男子限定ライブ）以降、「RG7EXFX2」に代わりライブで使用されるようになった。
- Navigator N-FV-440LTD
2010年のGRANRODEO武道館ライブ「LIVE AT BUDOKAN G5 ROCK★SHOW」のオープニングで使用した、黒いボディのフライングVタイプのギター。ピックガードをミラー仕様に変更、ピックアップをセイモア・ダンカンのSH-2nとSH-14に、ペグはグローバータイプのものに交換されている。またヘッドのロゴは「Navigator」から「ESP」に入れ直され、同社サイト内アーティストギャラリーでは「ESP FV TYPE e-ZUKA CTM」と呼称されている。

### Fender
- ストラトキャスター
ストラトモデルについては他メーカーのコピーモデルも使用している。

### Gibson
- ES-335
- レスポール
レスポールモデルについても他メーカーのコピーモデルを使用している。

### Epiphone
- Joe Pass Emperor II

### G&L
- ASAT Semi-Hollow

### Ibanez
- RG Extreme RGT6EXFX
- RG Extreme RG7EXFX2
「HEAVEN」制作のために使用された7弦ギター。その後も「アウトサイダー」「tRANCE」などの楽曲に使用され、また「modern strange cowboy」のPVにも登場。2009年夏ごろまでライブでも使われていたが、同年秋ごろからESP提供の「ULTRATONE」にその役目を渡した。厳密にはイケベ楽器の同社オリジナル仕様。
- GB15

### YAMAHA
- CPX10

### Taylor Guitars
- 414ce

## ディスコグラフィ
飯塚がBGMを担当したTVアニメのオリジナルサウンドトラックがe-ZUKA名義のソロアルバムと言う形でランティスよりリリースされている。
| 枚 | 発売日         | タイトル                | 規格品番  | BGM提供作品           |
| -- | -------------- | ----------------------- | --------- | --------------------- |
| 1  | 2009年9月30日  | I got you under my skin | LASA-5012 | TVアニメ 「NEEDLESS」 |
| 2  | 2010年12月22日 | Light My Fire           | LASA-5073 | TVアニメ 「咎狗の血」 |

| 発売日        | タイトル          | 規格品番 | オリコン 最高位 | 備考                                                                                            |
| ------------- | ----------------- | -------- | --------------- | ----------------------------------------------------------------------------------------------- |
| 2024年4月24日 | LET‘S GET STARTED | ERK-3001 | 35位            | GRANRODEOデビュー 20周年記念プロジェクト 「Road to G20th」 の第1弾として発売した ソロアルバム。 |

## 提供

### 歌手

#### 作編曲
- 2HEARTS
  - Two my self
  - Best Partner
  - wanderer
  - ギャンブラー!
  - 満ち干
  - こころ咲き誇れ
  - MOON VENUS
  - 永遠の夏
  - ALL MY LIFE
  - 風の歌をきけ
  - 賽を振れ
  - 雨音のRegret
  - RED HOT ROSES
  - WHITE SILENT EVE
  - Brand-New Future
  - MICHAEL
  - Speciality
  - Do Me Baby
  - Monotone Rainbow
  - road movie
  - Epilogue　～薫る季節の中で～
  - Spica
- 忍者
  - 二つの夢
- 小森まなみ
  - non-prosecution
- 鈴村健一
  - 月とストーブ
- 美郷あき
  - another life
  - Confusion Lovers
  - Hide and seek
- JAM Project
  - ROCK五銃士
- 大橋彩香
  - MASK
- YURiKA
  - Crave

#### 作曲
- 小森まなみ
  - THUNDERBOLT 〜ボクはキミが必要〜
  - Angel Heart

#### 編曲
- 栗林みな実
  - snow
  - あなたがそばにいるだけで
  - 真夏のBirthday
  - ウインターラブ
  - おなじ月をみてる
  - 小さな星が降りる時
  - 桜の花が咲くまえに
  - immature
  - earth trip
  - あんりある♡パラダイス
  - secret moment
  - 君の中の英雄
  - TIGHT KNOT
  - かえり花
  - 永遠の少女たちへ[15]
- 林原めぐみ
  - Dance with me…最後の楽園
- 忍者
  - たとえ君が嘘をついても
  - Prisoner
  - リフレイン
  - 大人を休もう
- 小森まなみ
  - 桜の下で
  - 臨海ドルフィン
  - Take me to your party
- 野川さくら
  - 永遠の夏
- Animelo Summer Live 2010 -evolution-テーマソング
  - evolution 〜for beloved one〜

### アニメ

#### 作編曲
- 君が望む永遠
  - いっしょにいたいね
  - 未完成のGUILTY
  - LAST SMILE
  - あゆ様論
  - となりにいるから。
- BLUE SEED
  - 夜はねむらない -FOR THE LONELY CITY GIRL-
- School Days
  - あなたが…いない
  - 涙の理由
  - あなたが…いない -remix ver.-
- 無責任艦長タイラー
  - operator blue
  - そして自由になろう
- 遙かなる時空の中で-八葉抄-
  - 追憶の森に捧ぐ
  - 炎の涙で泣きじゃくれ
  - 風待ち月に吹く風は
  - 永遠の桜吹雪をあなたに…
- ぴたテン
  - 幸せになるといいな
  - うれしい空の飛び方
- 舞-HiME
  - Shining☆Days
  - 君が空だった
- ガンパレード・オーケストラ
  - ふたりが忘れない
- 恋する天使アンジェリーク 〜心のめざめる時〜
  - Infinite Love
  - Dearest You
- 恋する天使アンジェリーク 〜かがやきの明日〜
  - 慟哭ノ雨
  - 約束の地へ
- ネオ アンジェリーク Abyss
  - JOY TO THE WORLD
  - SILENT DESTINY
- 逮捕しちゃうぞ
  - We are POLICEWOMEN
  - Don't Ever Play with Fire
- BOUNTY DOG 月面のイヴ
  - 夜をぶっとばせ
- TYLOR The Irresponsible Captain AN EXCEPTIONAL EPISODE ひとりぼっちの戦争 Tylor's War
  - 千億光年つないで
- IGPX
  - Go For It!
- 鋼鉄神ジーグ
  - HEAVEN
- BLASSREITER
  - デタラメな残像
  - sad rain
- NEEDLESS
  - modern strange cowboy
  - Scarlet Bomb!
- 熱沙の覇王ガンダーラ
  - HOW DO YA DANCE
- エクスドライバー
  - DESTINY
- ギャラクシーエンジェル
  - 太陽は燃えている
  - エンジェル★ろっけんろー
- 真（チェンジ!!）ゲッターロボ 世界最後の日
  - BURN THE RUN
  - Misty
- 鬼公子炎魔
  - DECADENCE
- 黒神 The Animation
  - tRANCE
- マクロスM3
  - BRING IT ON
- ワンパンマン
  - 悲しみたちを抱きしめて
- ドリフェス!
  - BIRDCAGE ～欲望の鳥籠～

#### 作曲
- 3×3 EYES
  - 青い月の下で
  - Believe
- マクロス ダイナマイト7
  - WILD LIFE
- 舞-HiME
  - 水辺の花
- 無責任艦長タイラー
  - SA・MU・RA・I
- 夢のクレヨン王国
  - 二人の愛よ
- BLUE SEED
  - CARNIVAL･BABEL 〜カルナバル･バベル〜
- BLUE SEED2
  - Eternal Truth
  - SECOND KISS
- 宇宙の騎士テッカマンブレード
  - Sad Man
- 遙かなる時空の中で-八葉抄-
  - 儚さと強さのあいだで…
  - 終の刻に抱くもの

#### 編曲
- アーケードゲーマーふぶき
  - thunder of PP
  -  恋のときめきチャンス!
- 君が望む永遠
  - Precious Memories
  - 遠い夏の日
  - silver ring
  - PANIC
  - innocence
  - オレンジ色の空と涙
- 君が望む永遠 〜Next Season〜
  - Next Season
- BLUE SEED
  - HUsH-A-BYE LULLABY
  - BORDERLESS UNIVERSE
  - EXCEED ILLUSION
- 好きなものは好きだからしょうがない!!
  - Daydreamin'
- 無責任艦長タイラー
  - お先に失礼!!
- 舞-HiME
  - 小さな星が降りる時
- 舞-乙HiME
  - Dream☆Wing
  - Crystal Energy
- スーパーロボット大戦OG -ディバイン・ウォーズ-
  - Yell!
- ぴたテン
  - コズミック・ダイビング
- タイドライン・ブルー
  - Blue treasure
- アカネマニアックス
  - beginning
  - ありがと…
  - BE WISH! MY SOUL
- 機神大戦ギガンティック・フォーミュラ
  - United Force
- けんぷファー
  - あんりある♡パラダイス
- 元祖・爆れつハンター
  - SHOOT! LOVE HUNTER
  - whip on darling
- 超GALS! 寿蘭
  - 昼に見る夢
  - 優しさと弱さは違う
- 熱沙の覇王ガンダーラ
  - Sing my song
- メダロット
  - 荒野のメダロット
  - 素敵ロボロボ団
- メダロット魂
  - SUPER GUYS!
- 魔装機神サイバスター
  - 命（たましい）のWing
- ギャラクシーエンジェル
  - LUCKY GIRL
  - Flower Revolution
- 地球防衛企業ダイ・ガード
  - この街
- おジャ魔女どれみ#
  - アイスクリームチャイルド
  - 歩きだそうよ
- エクスドライバー
  - 狙撃手(Drama edition)
- ぴたぴたエンジェル♪A
  - はぁ〜い!はぁ〜い!はぁ〜い!
- 遙かなる時空の中で-八葉抄-
  - 翳りの封印 HACHIYO-SHO Ver.
- マクロス7
  - WILD LIFE
- 爆炎CAMPUSガードレス
  - 邪魔な奴
  - 恋するDiary
- ななか6/17
  - ふたりのひこうせん
- ネオ アンジェリーク Abyss
  - MISSION COMPLETE

### ゲーム

#### 作編曲
- アンジェリーク
  - Don't be afraid!
  - I CAN
  - Build a Fire!
  - ジェラシーで眠れない
  - 静かな夏の物語
  - YO-HO〜風と歌おう〜
  - TOGETHER〜道なき道を進め〜
  - 夢のありか
  - 180°〜Force of Passion〜
- ガンパレード・オーケストラ
  - 夢にみた楽園
- 君が望む永遠
  - yours
  - Blue tears
  - ひとことだけの勇気
  - Rumbling hearts
- スーパーロボット大戦α
  - TIME DIVER
- マブラヴ
  - I will
  - 遙かなる地球の歌
- マブラヴ オルタネイティヴ
  - マブラヴ
  - Once&Forever
- 真・三國無双3 Empires
  - EVER FREE(musou ver.)
- 遙かなる時空の中で
  - 朧夜・罪人
  - 嵐になれ光になれ
- DUEL LOVE 恋する乙女は勝利の女神
  - NOT for SALE
  - GAMBiT
- あんさんぶるスターズ!
  - 月光奇譚

#### 作曲
- 真・魔装機神 PANZER WARFARE
  - Stay with me
- 遙かなる時空の中で3
  - 蒼天に浚いの風よ吹け
- 遙かなる時空の中で3 運命の迷宮
  - 想い出は時空の結晶
- 遙かなる時空の中で3 紅の月
  - 逆風の時空にひとり
- マクロスM3
  - BRING IT ON

#### 補作曲
- 第4次スーパーロボット大戦
  - 時を越えて

#### 編曲
- アンジェリーク
  - しあわせになろう
  - あした、羽ばたく
  - Da Da Da Dynamic Diamond
  - CLUMSY LOVE
  - You gotta shake it
  - lovesick
  - ジャスミンの丘
  - Stay 〜明日なき世界で〜
  - TEMPEST〜夏の嵐〜
  - 一緒に歩こうよ
  - 痺れるくらい感じたい
- D.C.P.S. 〜ダ・カーポ〜 プラスシチュエーション
  - ときめきエブリディ
  - Shiny day
- ガンパレード・オーケストラ
  - 抱きしめたその後で
- 君が望む永遠
  - 風のゆくえ
  - Inside of light
- キューブバトラー デバッガー翔編
  - Come on the HERO!
- グリーングリーン
  - 鐘ノ音ヘヴン
  - 彩り
  - 素敵な夜空
  - wish
- ケロロ軍曹 メロメロバトルロイヤル
  - 地球を征服だ、ケロロ
- 光栄版 封神演義
  - 伝説という名の勇気
- 遙かなる時空の中で
  - 蒼き炎の告白
- マブラヴ オルタネイティヴ
  - バンドル版バンバンの歌
- らいむいろ流奇譚X CROSS
  - 至純花

### メディアミックスプロジェクト

#### 作編曲
- from ARGONAVIS
  - 「STRAYDASH//STARTDASH」

### その他

#### 作編曲
- 快感フレーズ(ドラマCD版)
  - CAUTION
  - 堕天使の呪縛
  - Love Melody
- GAMECITY文庫「鬼灯高校退魔部 ことしろや！」
  - BLUE STEEL KNIGHT
- QR・OBC「ネオロマンス Paradise Cure!」
  - H.P.D. -happy days-

#### 作曲
- 新機動戦記ガンダムW「BLIND TARGET-1」
  - It's so all right!

#### 編曲
- 快感フレーズ(ドラマCD版)
  - DRUG
- あぶらみぶらざあず
  - LIGHT!〜身も心も軽くなりたいボーイ!〜
- mamiのRADIかるコミュニケーション
  - あした元気になあれ

## 連載
- NOWでYOUNGなヅッカヅカ☆ギター人生（「YOUNG GUITAR」、2013年04月10日 - ）